# Kieneria
A Kieneria a madarak osztályának verébalakúak (Passeriformes) rendjébe és a Passerellidae családjába tartozó nem.

## Rendszerezés
A nembe az alábbi  5 faj tartozik:
- Kieneria kieneri vagy Melozone kieneri
- Kieneria fusca vagy Pipilo fuscus
- Kieneria albicollis vagy Pipilo albicollis
- Kieneria crissalis vagy Pipilo crissalis
- álarcos avarsármány (Kieneria aberti vagy Pipilo aberti)